# Niptodes tourmeri
Niptodes tourmeri is een keversoort uit de familie klopkevers (Ptinidae). De wetenschappelijke naam van de soort werd in 1895 gepubliceerd door Maurice Pic.